# Cmentarz żydowski w Krapkowicach
Cmentarz żydowski w Krapkowicach – został założony w 1824. Ma powierzchnię 0,2 ha. Zachowało się około 80 macew, głównie z marmuru. Mają one napisy w języku hebrajskim i niemieckim. Teren jest ogrodzony kamiennym murem, jednak brama nie zachowała się. Cmentarz znajduje się przy ul. Kolejowej.

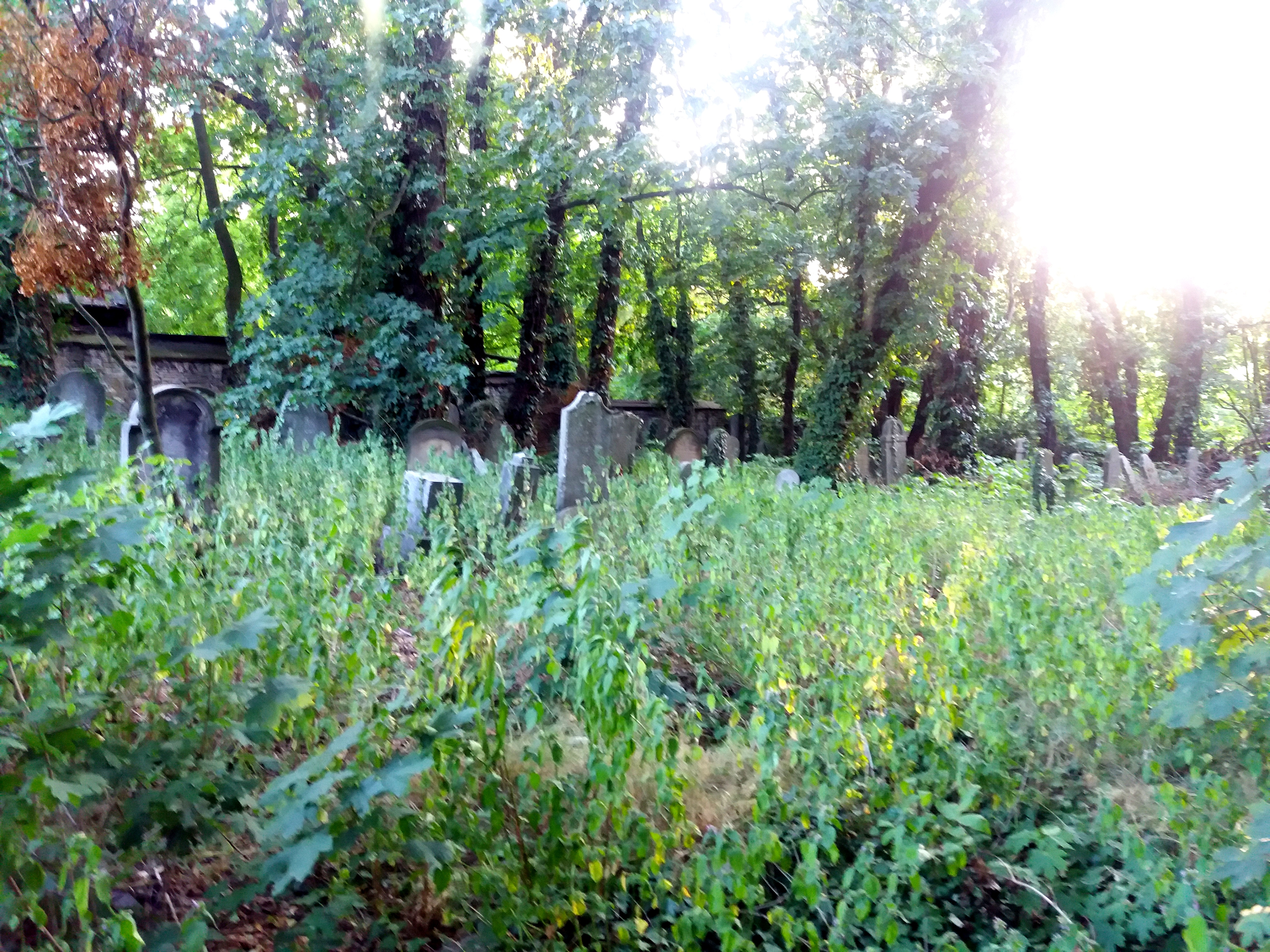
(lipiec 2019)
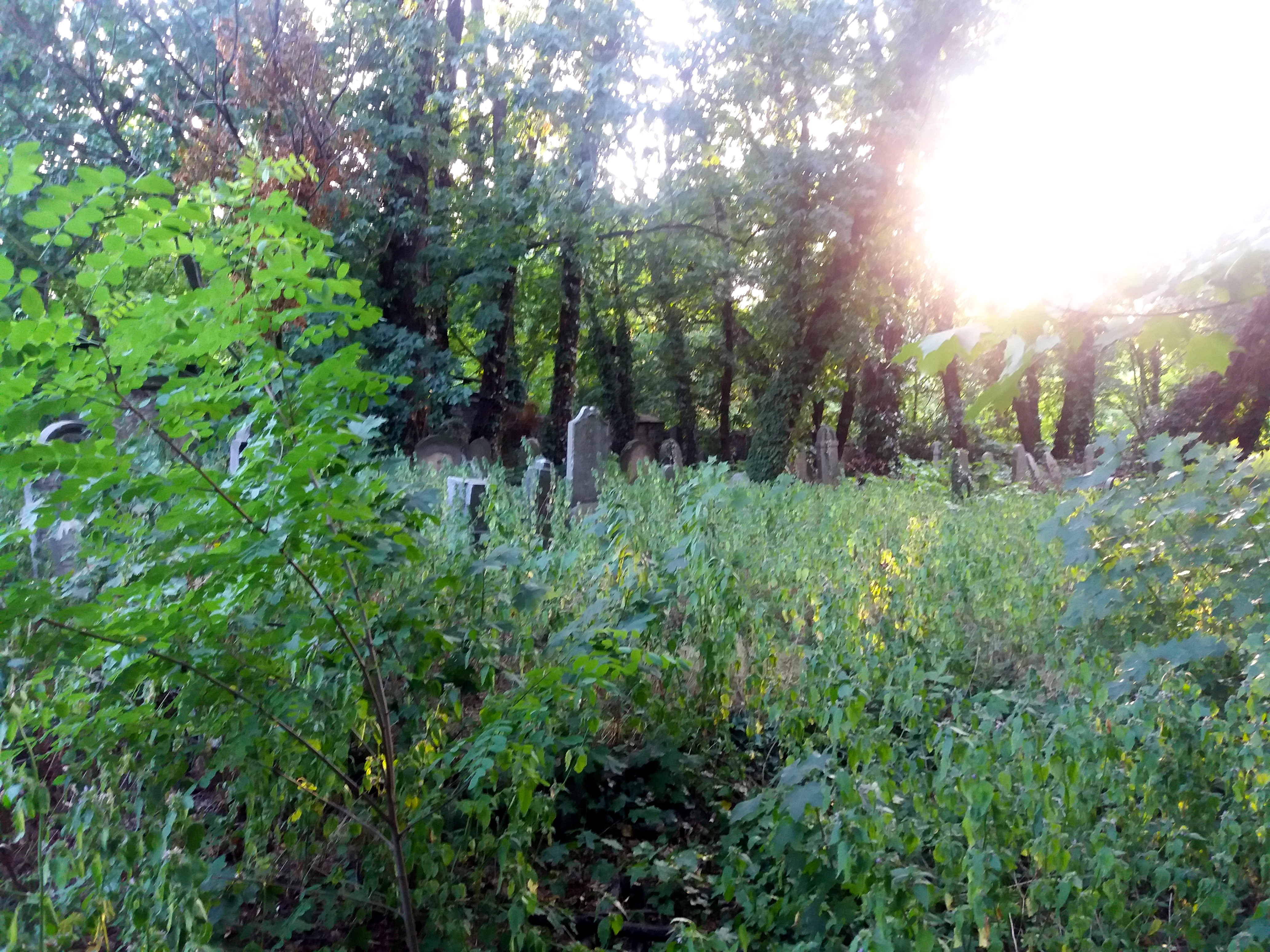
(lipiec 2019)
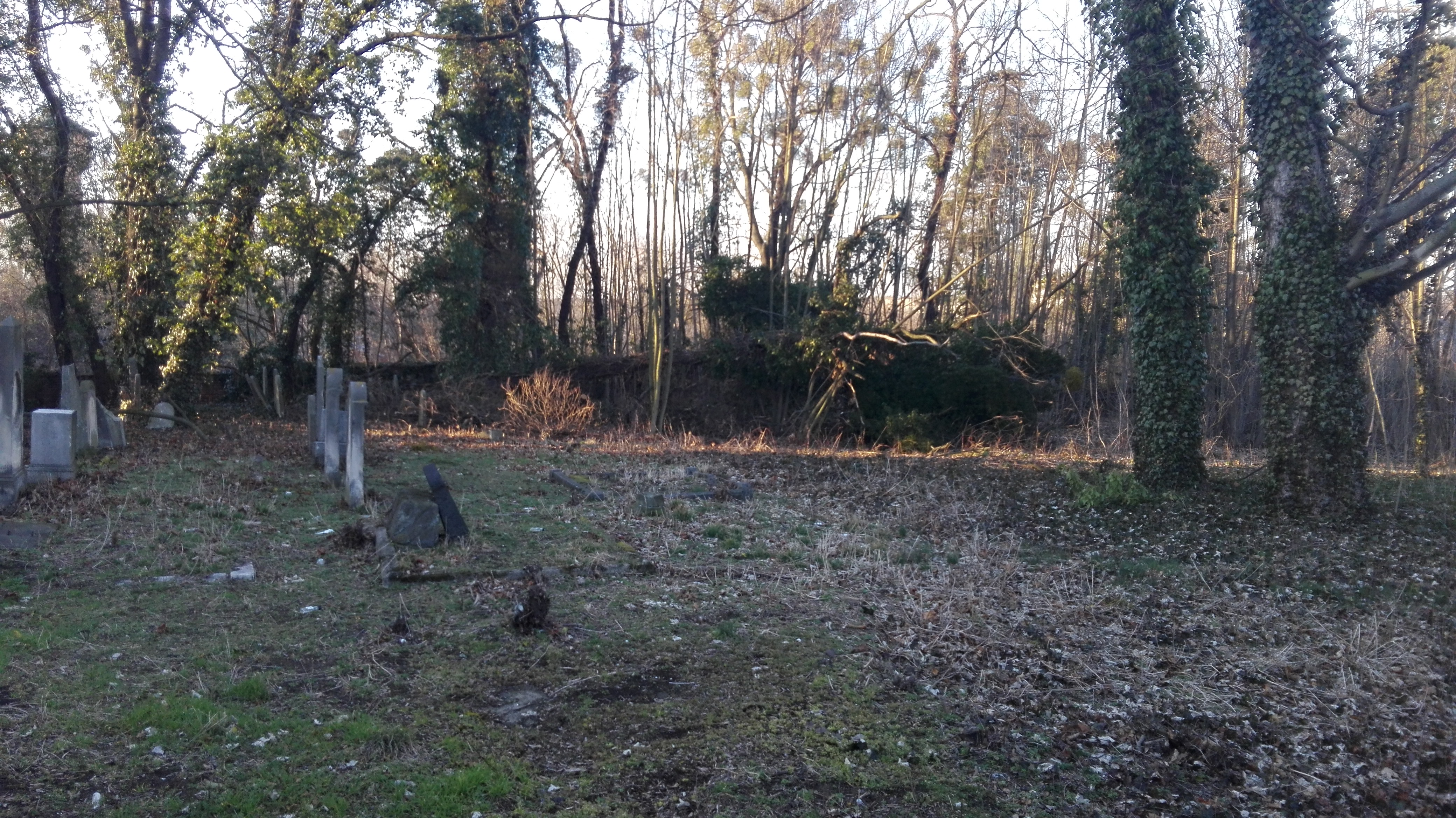
(marzec 2020)
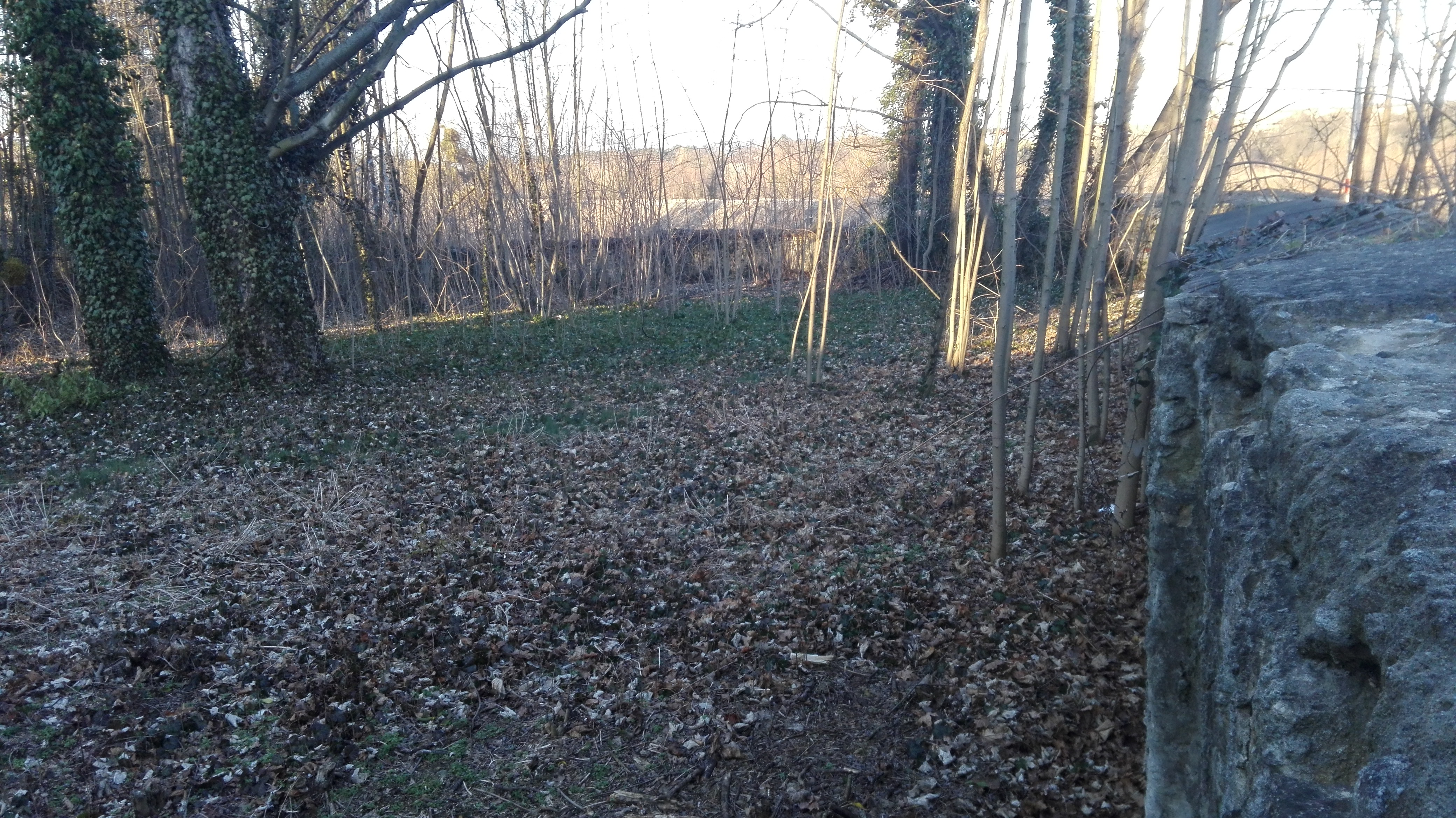
(marzec 2020)